# Puchar Włoch w rugby union mężczyzn (2016/2017)
Puchar Włoch w rugby union mężczyzn (2016/2017) – dwudziesta dziewiąta edycja Pucharu Włoch mężczyzn w rugby union, a siódma zorganizowana pod nazwą Trofeo Eccellenza. Zarządzane przez Federazione Italiana Rugby zawody odbywały się w dniach 15 października 2016 – 1 kwietnia 2017 roku.
Na arenę finałowego pojedynku związek wyznaczył Ruffino Stadium Mario Lodigiani we Florencji, a drugi raz z rzędu triumfowali w nim zawodnicy Viadana.

## System rozgrywek
Do zawodów przystąpiło sześć zespołów najwyższej klasy rozgrywkowej, które w tym sezonie nie występowały w europejskich pucharach, podzielonych na dwie grupy. Rozgrywki były prowadzone w pierwszej fazie systemem kołowym w terminach, w których odbywały się mecze pucharowe. Do drugiej fazy rozgrywek awansowali zwycięzcy grup, którzy na neutralnym stadionie rozegrali mecz o puchar kraju. Harmonogram spotkań został opublikowany pod koniec sierpnia 2016 roku.

## Faza grupowa

### Grupa A
| 15 października 201616:00 | Viadana | 40:0(21:0) | Lyons | Stadio Luigi Zaffanella, Viadana Widzów: 700 |
| 15 października 201616:00 |         | 40:0(21:0) |       | Stadio Luigi Zaffanella, Viadana Widzów: 700 |

| 22 października 201616:00 | Lyons | 21:10(10:7) | San Donà | Stadio comunale Walter Beltrametti, Piacenza Widzów: 600 |
| 22 października 201616:00 |       | 21:10(10:7) |          | Stadio comunale Walter Beltrametti, Piacenza Widzów: 600 |

| 10 grudnia 201615:00 | San Donà | 21:30(0:23) | Viadana | Stadio Romolo Pacifici, San Donà di Piave Widzów: 134 |
| 10 grudnia 201615:00 |          | 21:30(0:23) |         | Stadio Romolo Pacifici, San Donà di Piave Widzów: 134 |

### Grupa B
| 15 października 201615:00 | Reggio | 7:15(7:7) | Fiamme Oro | Impianto sportivo Canalina, Reggio nell’Emilia Widzów: 600 |
| 15 października 201615:00 |        | 7:15(7:7) |            | Impianto sportivo Canalina, Reggio nell’Emilia Widzów: 600 |

| 22 października 201618:00 | Fiamme Oro | 16:3(16:3) | SS Lazio | Caserma S. Gelsomini, Rzym Widzów: 300 |
| 22 października 201618:00 |            | 16:3(16:3) |          | Caserma S. Gelsomini, Rzym Widzów: 300 |

| 10 grudnia 201614:00 | SS Lazio | 36:24(19:7) | Reggio | Centro sportivo Giulio Onesti, Rzym Widzów: 250 |
| 10 grudnia 201614:00 |          | 36:24(19:7) |        | Centro sportivo Giulio Onesti, Rzym Widzów: 250 |

## Finał
| 1 kwietnia 201715:30 | Viadana | 27:20(17:6) | Fiamme Oro | Ruffino Stadium Mario Lodigiani, Florencja Widzów: 1200 Sędzia: Giuseppe Vivarini |
| 1 kwietnia 201715:30 |         | 27:20(17:6) |            | Ruffino Stadium Mario Lodigiani, Florencja Widzów: 1200 Sędzia: Giuseppe Vivarini |